# 普瓦图地区阿涅尔
普瓦图地区阿涅尔（法語：Asnières-en-Poitou，法語發音：[anjɛʁ ɑ̃ pwatu]）是法国德塞夫勒省的一个市镇，属于尼奥尔区。

## 地理
普瓦图地区阿涅尔（46°6'12"N, 0°11'53"W）面积19.06 平方千米，位于法国新阿基坦大区德塞夫勒省，该省份为法国西部内陆省份，北起曼恩-卢瓦尔省，西接旺代省，南至夏朗德省和滨海夏朗德省，东临维埃纳省。
与普瓦图地区阿涅尔接壤的市镇（或旧市镇、城区）包括：维纳、布雷杜瓦尔河畔圣芒代、布托讷河畔布里尤、谢里涅、昂西涅、瑞耶。

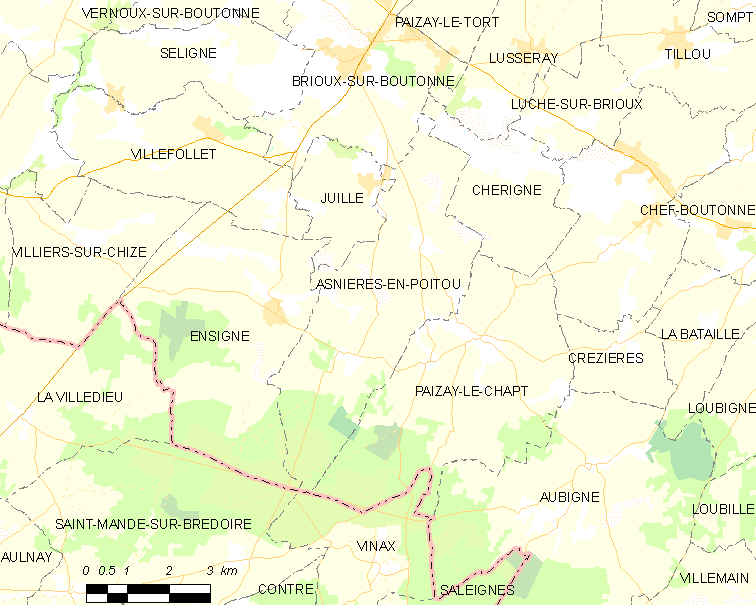
普瓦图地区阿涅尔的OSM定位图

普瓦图地区阿涅尔的时区为UTC+01:00、UTC+02:00（夏令时）。

## 行政
普瓦图地区阿涅尔的邮政编码为79170，INSEE市镇编码为79015。

## 政治
普瓦图地区阿涅尔所属的省级选区为米尼翁-布托讷县。

## 人口

1962-2008年间普瓦图地区阿涅尔人口变化图示

普瓦图地区阿涅尔于2022年1月1日时的人口数量为191人。